# 勒登塔尔
勒登塔尔（德語：Rödental，發音：[ˈʁøːdn̩ˌtaːl] ⓘ，意为“勒登河谷”）是德国巴伐利亚州上弗兰肯行政区科堡县的城市，面积49.97平方千米，2023年12月31日人口为12,947人。